# Adansa
Adansa (Adantsa en euskera y cooficialmente) es un caserío español, hoy día despoblado, del municipio de Romanzado, perteneciente a la Comunidad Foral de Navarra.

## Historia
Hacia mediados del siglo XIX, el lugar, ya por entonces perteneciente a Romanzado, tenía contabilizada una población de 16 habitantes. Aparece descrito en el Diccionario geográfico histórico de Navarra de Teodoro Ochoa de Alda con las siguientes palabras:

ADANSA: l. del vll. Romanzado, m. de S. conf. por n. con Domeño á un cto. por s. con sierra de Lumbier, por e. con Usun 25 min. y por o. con la rural de Hugarra: la cosecha corta; 16 a. hay igleisa de sn. Juan evangelista y un párroco.
(Ochoa de Alda, 1842, p. 3)

En 2023, la entidad singular de población tenía empadronados 0 habitantes.